# استایل (ترانه تیلور سوئیفت)
«استایل» (انگلیسی: Style) ترانه‌ای از خواننده-ترانه‌سرای آمریکایی تیلور سوئیفت و سومین تک‌آهنگ در پنجمین آلبوم استودیویی او ۱۹۸۹ (۲۰۱۴) است. سوئیفت این ترانه را به‌همراه تهیه‌کنندگانش مکس مارتین، شلبک و علی پیامی نوشت. «استایل» در ۹ فوریهٔ ۲۰۱۵ به‌وسیلهٔ بیگ مشین با مشارکت ریپابلیک رکوردز به رادیو ارسال شد. این ترانه تلفیقی از سبک‌های پاپ، فانک، دیسکو و الکترونیک است که متکی بر ریفِ گیتار الکتریک، سینث‌سایزر تپنده و بازآواگر آواز رقص است. متن ترانه دربارهٔ زوج ناپایداری است که گرفتار رابطهٔ ناکارآمدی شده‌اند، اما نمی‌توانند این رابطه را به پایان برسانند زیرا آن‌ها هرگز «از مد نمی‌افتند».
هنگامی که «استایل» برای بار نخست منتشر شد، منتقدان عموماً ساختار ترانه را تحسین کردند و آن را قطعه‌ای برجسته در ۱۹۸۹ می‌دانستند، اما تعداد معدودی عقیده داشتند که متن ترانه پیچیدگی لازم را ندارد. از دیدگاه امروزی، منتقدان آن را یکی از بهترین ترانه‌های سوئیفت دانسته‌اند. نام «استایل» در رتبه‌بندی‌های بهترین‌های پایان سال پیچفورک (۲۰۱۴) و پاز اند جاپ (۲۰۱۵) حضور داشت. در ایالات متحده، این تک‌آهنگ به رتبهٔ ششم جدول رسید و سومین تک‌آهنگ تاپ-تن متوالی ۱۹۸۹ در بیلبورد هات ۱۰۰ بود. این ترانه از طرف انجمن صنعت ضبط موسیقی ایالات متحده آمریکا، گواهی‌نامهٔ پلاتینی سه‌گانه کسب کرد. «استایل» همچنین به صدر جدول کانادا رسید و در استرالیا، کانادا و نیوزیلند گواهی‌نامه‌های چند پلاتینی کسب کرد.
فیلم‌ساز کایل نیومن موزیک ویدئوی «استایل» را کارگردانی کرد. بازیگر دومینیک شروود در نقش معشوقهٔ سوئیفت حضور دارد. این ویدئو که در ۱۳ فوریهٔ ۲۰۱۵ نمایش داده شد، در مقایسه با تک‌آهنگ‌های قبلی ۱۹۸۹، «بندازش بره» و «فضای خالی»، فضایی تاریک‌تر و انتزاعی‌تر به نمایش می‌گذارد. «استایل» یکی از ترانه‌های ثابت در تورهای جهانی سوئیفت بوده‌است: تور جهانی ۱۹۸۹ (۲۰۱۵)، تور استادیومی اعتبار (۲۰۱۸) و تور دوره‌ها (۲۰۲۳).

## اجراهای زنده
تیلور سوئیفت «استایل» را در مراسم ویکتوریا سیکرت فشن شو ۲۰۱۴ بهمراه کارلی کلاوس اجرا کرد.

## نماهنگ
تیلور سویفت نماهنگ «استایل» را به کارگردانی کایل نیومن و بازیگری دومینیک شروود را در ۱۳ فوریه ۲۰۱۵ منتشر کرد.